# Sliedrecht Sport 2021-2022 (femminile)
Questa voce raccoglie le informazioni riguardanti lo Sliedrecht Sport nelle competizioni ufficiali della stagione 2021-2022.

## Organigramma societario
Area direttiva
- Presidente: Cees Boer

Area tecnica
- Primo allenatore: Vera Koenen

## Rosa
| N° | Nome              | Ruolo | Data di nascita   | Nazionalità sportiva |
| -- | ----------------- | ----- | ----------------- | -------------------- |
| 1  | Christie Wolt     | S     | 5 maggio 1998     | Paesi Bassi          |
| 2  | Pascalle Cnossen  | C     | 10 agosto 2001    | Paesi Bassi          |
| 3  | Kirsten Wessels   | O     | 4 agosto 1998     | Paesi Bassi          |
| 4  | Jolijn de Haan    | O     | 3 ottobre 2002    | Paesi Bassi          |
| 5  | Emma Rekar        | L     | 17 maggio 1998    | Paesi Bassi          |
| 6  | Eline de Haan     | P     | 30 gennaio 2002   | Paesi Bassi          |
| 7  | Rochelle Wopereis | P     | 28 settembre 1994 | Paesi Bassi          |
| 8  | Julia Joosten     | S     | 29 gennaio 2001   | Paesi Bassi          |
| 9  | Vera Mulder       | O     | 14 settembre 2000 | Paesi Bassi          |
| 10 | Carlijn Jans      | C     | 24 luglio 1987    | Paesi Bassi          |
| 11 | Dagmar Mourits    | S     | 13 marzo 2004     | Paesi Bassi          |
| 12 | Denise de Kant    | C     | 27 luglio 1997    | Paesi Bassi          |
| 14 | Ellemijn Stevens  | C     | 5 settembre 2002  | Paesi Bassi          |

## Statistiche

### Statistiche di squadra
| Competizione          | Punti | In casa | In casa | In casa | In trasferta | In trasferta | In trasferta | Totale | Totale | Totale |
| Competizione          | Punti | G       | V       | P       | G            | V            | P            | G      | V      | P      |
| --------------------- | ----- | ------- | ------- | ------- | ------------ | ------------ | ------------ | ------ | ------ | ------ |
| Eredivisie            | 61    | 15      | 15      | 0       | 15           | 12           | 3            | 30     | 27     | 3      |
| Coppa dei Paesi Bassi | -     | 2       | 2       | 0       | 1            | 1            | 0            | 4      | 4      | 0      |
| Supercoppa olandese   | -     | -       | -       | -       | -            | -            | -            | 1      | 1      | 0      |
| Challenge Cup         | -     | 1       | 0       | 1       | 1            | 0            | 1            | 2      | 0      | 2      |
| Totale                | -     | 18      | 17      | 1       | 17           | 13           | 4            | 37     | 32     | 5      |

### Statistiche delle giocatrici
| Giocatrice  | Challenge Cup | Challenge Cup | Challenge Cup | Challenge Cup | Challenge Cup |
| Giocatrice  | P             | PT            | AV            | MV            | BV            |
| ----------- | ------------- | ------------- | ------------- | ------------- | ------------- |
| P. Cnossen  | 1             | 2             | 1             | 1             | 0             |
| E. de Haan  | 1             | 0             | 0             | 0             | 0             |
| J. de Haan  | 2             | 17            | 15            | 2             | 0             |
| D. de Kant  | 2             | 14            | 5             | 7             | 2             |
| C. Jans     | 2             | 26            | 17            | 8             | 1             |
| J. Joosten  | 2             | 1             | 0             | 1             | 0             |
| D. Mourits  | -             | -             | -             | -             | -             |
| V. Mulder   | 2             | 26            | 19            | 3             | 4             |
| E. Rekar    | 2             | 0             | 0             | 0             | 0             |
| E. Stevens  | 0             | 0             | 0             | 0             | 0             |
| K. Wessels  | 2             | 21            | 16            | 3             | 2             |
| C. Wolt     | 2             | 25            | 23            | 2             | 0             |
| R. Wopereis | 2             | 10            | 5             | 1             | 4             |

P = presenze; PT = punti totali; AV = attacchi vincenti; MV = muri vincenti; BV = battute vincenti

NB: Non sono disponibili i dati relativi alla Eredivisie, alla Coppa dei Paesi Bassi e alla Supercoppa olandese